# Arciprestazgo del Bajo Jalón
El Arciprestazgo del Bajo Jalón es uno de los cinco arciprestazgos que componen la diócesis de Tarazona, junto a los de Tarazona, Calatayud, Huecha y Alto Jalón. En la actualidad el arcipreste es D. Javier Sanz Lozano, párroco de la Iglesia de Santa Ana (Brea de Aragón).

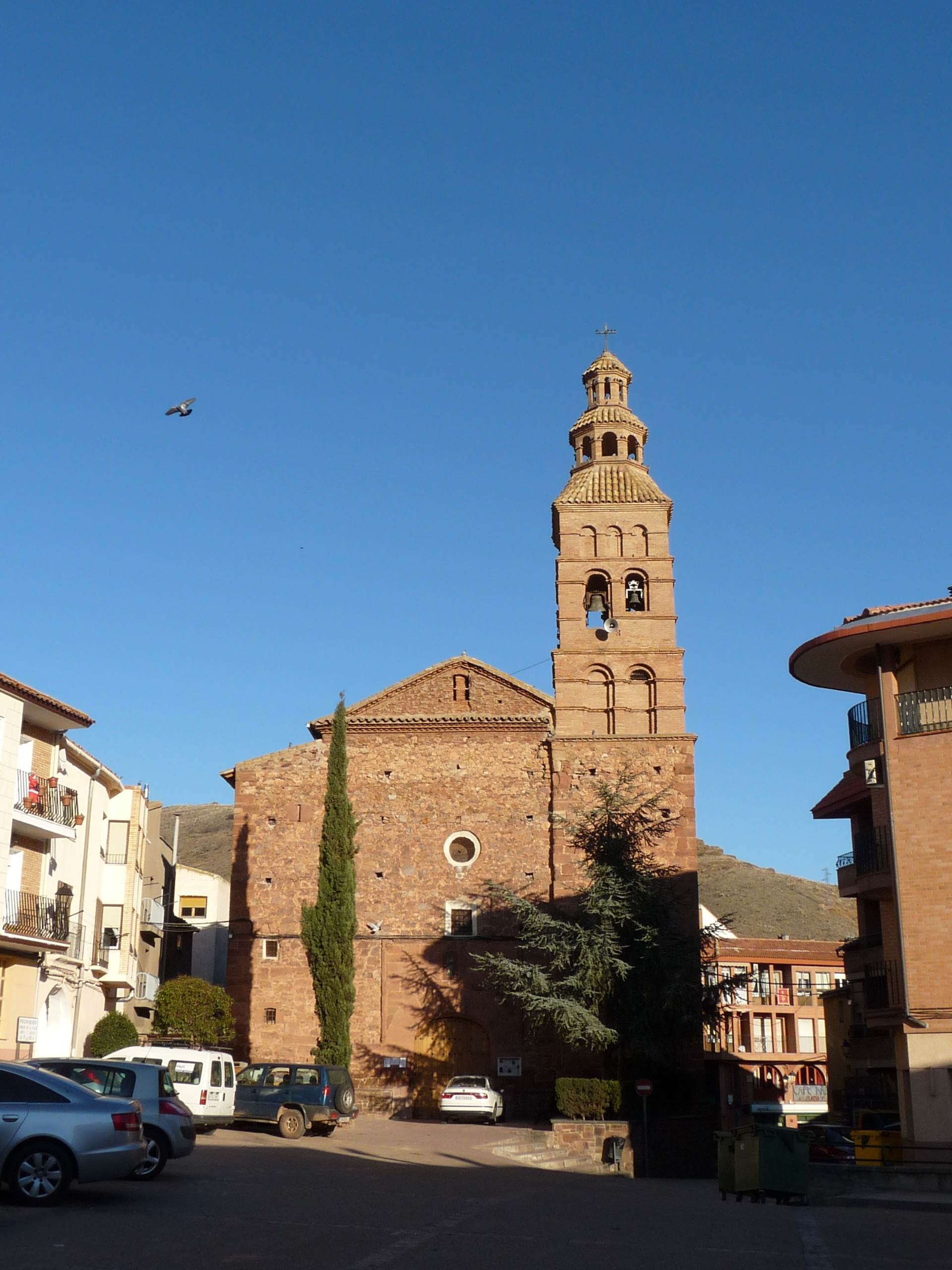
Brea de Aragón - Iglesia de Santa Ana - Vista general

El arciprestazgo lo componen las parroquias de:
| Población                | Parroquia o lugar de culto                                          |
| ------------------------ | ------------------------------------------------------------------- |
| Aranda de Moncayo        | Iglesia de la Asunción de Nuestra Señora                            |
| Arándiga                 | Iglesia de San Martín Obispo                                        |
| Brea de Aragón           | Iglesia de Santa Ana                                                |
| Calcena                  | Iglesia de Nuestra Señora de los Reyes                              |
| Chodes                   | Iglesia de San Miguel Arcángel                                      |
| Embid de la Ribera       | Iglesia de Nuestra Señora de los Dolores                            |
| Frasno, El               | Iglesia de Nuestra Señora de las Peñas                              |
| Gotor                    | Iglesia de Santa Ana                                                |
| Illueca                  | Iglesia de San Juan Bautista                                        |
| Inogés                   | Iglesia de San Miguel Arcángel                                      |
| Jarque                   | Iglesia de Nuestra Señora de la Presentación                        |
| Lumpiaque                | Iglesia de San Francisco de Asís                                    |
| Mesones de Isuela        | Iglesia de la Asunción de Nuestra Señora                            |
| Morata de Jalón          | Iglesia de Santa Ana                                                |
| Morés                    | Iglesia de Nuestra Señora de la Asunción                            |
| Nigüella                 | Iglesia de la Visitación de Nuestra Señora                          |
| Oseja                    | Iglesia de Santa María Magdalena                                    |
| Paracuellos de la Ribera | Iglesia de San Pedro Apóstol                                        |
| Pomer                    | Iglesia de San Jorge                                                |
| Purroy                   | Iglesia de Nuestra Señora de los Remedios                           |
| Purujosa                 | Iglesia de El Salvador                                              |
| Ricla                    | Iglesia de Nuestra Señora de la Asunción                            |
| Saviñán                  | Iglesia de San Pedro Apóstol                                        |
| Salillas de Jalón        | Iglesia de San Martín de Tours                                      |
| Santa Cruz de Grío       | Iglesia de San Blas                                                 |
| Sestrica                 | Iglesia de San Miguel Arcángel                                      |
| Tierga                   | Iglesia de San Juan Bautista                                        |
| Tobed                    | Iglesia de San Pedro Apóstol - Iglesia de Santa María (Tobed)       |
| Trasobares               | Iglesia de la Asunción de Nuestra Señora                            |
| Viver de la Sierra       | Iglesia de San Miguel Arcángel                                      |
| Brea de Aragón           | Fraternidad reparadora apostólica en el corazón de Cristo Sacerdote |